# Cashel von Kilmovee

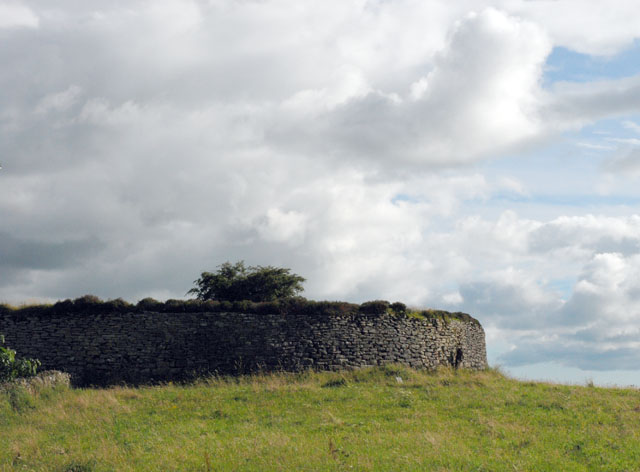
Cashel von Kilmovee

Das Cashel von Kilmovee liegt südlich des Dorfes Kilmovee (irisch Cill Mobhí) im Townland Kilcashel (irisch Coill an Chaisil „Wald des Steinforts“) im Nordosten des County Mayo in Irland. Cashel ist die anglisierte Form der irischen Wortes caiseal, was Dun bzw. Steinfort bedeutet, ein vergleichbarer Begriff in anderen Regionen Irlands ist Caher (irisch Cathair).
Wichtige archäologischen Stätten in Kilcashel sind: 
- ein Bullaun
- ein Burnt Mound
- drei Cashels
- zwei Souterrains
- der Oghamstein von Rusheens West

Die wichtigste Gruppe sind drei Steinforts, regional als Cashels bezeichnet, die auf einer etwa 100 m hohen Sandsteinkuppe liegen. Zwei sind erheblich gestört, das etwa 30 m messende runde Kilcashel Steinfort ist das einzige erhaltene in der Region. Das Fort ist ein außergewöhnlich gut erhaltenes National Monument. Er besteht aus einer 5 m dicken und 3 m hohen, oben etwas ausgefransten Mauer, die von innen an vier Stellen durch V-förmig angeordnete Treppenpaare zu besteigen ist. Es gibt einen Zugang durch die Mauer mit Sturz. Im Inneren gibt es zwei Wandnischen, ein Souterrain und zwei eingestürzte Hausreste.
Das Dun Ballynavenooragh ist eine ganz ähnliche Struktur im County Kerry.